# Fustis s-forma
Fustius s-forma là một loài bướm đêm thuộc họ Erebidae. Loài này có ở Thái Lan.
Sải cánh dài khoảng 13.5 mm. 